# マル急計画
マル急計画（まるきゅうけいかく）は、日本海軍の戦備計画。出師準備計画要領に示された戦時艦船急速建造計画と航空増勢計画を指す。急速に実施する戦時計画ということで、「急」のまわりをマルで囲って「マル急計画」と呼ばれた。

## 概要
1940年（昭和15年）11月15日、出師準備作業の第一着作業が発令された。しかし、対米開戦の軍戦備のさらなる充実の推進が必要となり、1941年（昭和16年）8月15日、出師準備作業の第二着作業の一部を発動し、さらに、マル急計画の実行が開始された。予算は臨時軍事費によるものとし、第79、第81帝国議会の二回の議会で成立した。艦艇建造は、戦時の消耗補充を主眼とし、防備用小艦艇の充実を図った。航空増勢計画については、④計画の完成予定を一ヵ年繰り上げて1942年（昭和17年）度末とした。
艦艇の建造は航空母艦1隻、巡洋艦2隻、駆逐艦甲16隻・乙10隻、潜水艦乙6隻・丙6隻・中12隻・小9隻、水上機母艦1隻、海防艦甲14隻・乙16隻、掃海艇18隻、掃海特務艇16隻、敷設艇14隻、駆潜艇20隻、駆潜特務艇100隻、魚雷艇18隻、給油艦4隻であり、合計293隻、30万トン余だった。艦艇予算の総額16億7303万4100円だった。しかし予算成立が1942年以降となり、着工も一部の例外を除き1942年1月以降となったため、実行計画が戦況の推移によって変更され、完成が228隻、中止又は取止めが65隻となった。

## 計画艦艇
※印は建造中止又は取止め艦艇。
- 重巡洋艦 - 2隻（2万4400トン、6000万0千円×2）
  - 改鈴谷型

第300号艦（伊吹、空母改装、未成）、※第301号艦

- 航空母艦 - 1隻（1万7150トン、8703万9千円）
  - 雲龍型

第302号艦（雲龍）

- 水上機母艦 - 1隻（4620トン、4741万0千円）
  - 秋津洲型

※第303号艦（千早 [III]）

- 給油艦（大） - 4隻（6万1650トン、1472万0千円×4）
  - 風早型

第304号艦（風早）、※第305号艦（韓埼）、第306号艦（速吸）、※第307号艦（稲取）

- 海防艦（甲） - 14隻（1万2040トン、511万2千円×14）
  - 択捉型

第310号艦（択捉）、第311号艦（松輪）、第312号艦（佐渡）、第313号艦（隠岐）、第314号艦（六連）、第315号艦（壱岐）、第316号艦（対馬）、第317号艦（若宮）、第318号艦（平戸）、第319号艦（福江）、第321号艦（天草）、第323号艦（満珠）、第325号艦（干珠）、第330号艦（笠戸）

- 海防艦（乙） - 16隻（1万5040トン、511万2千円×16）
  - 御蔵型

第320号艦（御蔵）、第322号艦（三宅）、第324号艦（淡路）、第326号艦（能美）、第327号艦（倉橋）、第329号艦（千振）、第331号艦（屋代）、第334号艦（草垣）
  - 日振型

第328号艦（日振）、第333号艦（大東）、第339号艦（昭南）
  - 鵜来型

第332号艦（鵜来）、第335号艦（沖縄）、第336号艦（奄美）、第337号艦（粟国）、第338号艦（新南）

- 駆逐艦（甲） - 16隻（4万1104トン、1742万46千円×16）
  - 夕雲型

第340号艦（早波）、第341号艦（浜波）、第342号艦（沖波）、第343号艦（岸波）、第344号艦（朝霜）、第345号艦（早霜）、第346号艦（秋霜）、第347号艦（清霜）、※第348号艦（妙風）、※第349号艦（清風）、※第350号艦（村風）、※第351号艦（里風）、※第352号艦（山霧）、※第353号艦（海霧）、※第354号艦（谷霧）、※第355号艦（川霧）

- 駆逐艦（乙） - 10隻（2万7000トン、1782万0.4千円×10）
  - 秋月型

第360号艦（霜月）、第361号艦（冬月）、第362号艦（春月）、第363号艦（宵月）、第364号艦（夏月）、第365号艦（満月、未成）、第366号艦（花月）、※第367号艦（清月）、※第368号艦（大月）、※第369号艦（葉月）

- 潜水艦（乙） - 6隻（1万3110トン、2049万7.2千円×6）
  - 伊40型（巡潜乙型改1）

第370号艦（伊40）、第371号艦（伊41）、第372号艦（伊42）、第373号艦（伊43）、第374号艦（伊44）、第375号艦（伊45）

- 潜水艦（丙） - 6隻（1万3080トン、2049万7.2千円×6）
  - 伊16型（巡潜丙型）

第376号艦（伊46）、第377号艦（伊47）、第378号艦（伊48）、※第379号艦、※第380号艦、※第381号艦

- 潜水艦（中） - 12隻（1万1412トン、792万0千円×12）
  - 呂35型（中型）

第385号艦（呂44）、第386号艦（呂45）、第387号艦（呂46）、第388号艦（呂47）、第389号艦（呂48）、第390号艦（呂49）、第391号艦（呂50）、※第392号艦～第395号艦、第396号艦（呂55）

- 潜水艦（小） - 9隻（4662トン、471万3.5千円×9）
  - 呂100型（小型）

第400号艦（呂109）、第401号艦（呂110）、第402号艦（呂111）、第403号艦（呂112）、第404号艦（呂113）、第405号艦（呂114）、第406号艦（呂115）、第407号艦（呂116）、第408号艦（呂117）

- 掃海艇 - 28隻（1万8200トン、373万8千円×28）
  - 第19号型

第410号艦（第25号掃海艇）、第411号艦（第26号掃海艇）、第412号艦（第27号掃海艇）、第413号艦（第28号掃海艇）、第414号艦（第29号掃海艇）、第415号艦（第30号掃海艇）、※第416号艦、※第417号艦、第418号艦（第33号掃海艇）、第419号艦（第34号掃海艇）、※第420号艦～第422号艦、第423号艦（第38号掃海艇）、第424号艦（第39号掃海艇）、※第425号艦、第426号艦（第41号掃海艇）、※第427号艦～第437号艦

- 駆潜艇 - 20隻（8800トン、292万1.6千円×20）
  - 第28号型

第440号艦（第40号駆潜艇）、第441号艦（第41号駆潜艇）、第442号艦（第42号駆潜艇）、第443号艦（第43号駆潜艇）、第444号艦（第44号駆潜艇）、第445号艦（第45号駆潜艇）、第446号艦（第46号駆潜艇）、第447号艦（第47号駆潜艇）、第448号艦（第48号駆潜艇）、第449号艦（第49号駆潜艇）、第450号艦（第50号駆潜艇）、第451号艦（第51号駆潜艇 [II]）、第452号艦（第52号駆潜艇 [II]）、第453号艦（第53号駆潜艇 [II]）、第454号艦（第54号駆潜艇）、第455号艦（第55号駆潜艇）、第456号艦（第56号駆潜艇）、第457号艦（第57号駆潜艇）、第458号艦（第58号駆潜艇）、※第459号艦

- 敷設艇 - 14隻（1万0080トン、433万4.4千円×14）
  - 平島型

第460号艦（網代）、※第461号艦～第473号艦

- 掃海特務艇 - 16隻（3360トン、143万1千円×16）
  - 第一号型

第480号艦（第7号掃海特務艇）、第481号艦（第8号掃海特務艇）、第482号艦（第9号掃海特務艇）、第483号艦（第10号掃海特務艇）、第484号艦（第11号掃海特務艇）、第485号艦（第12号掃海特務艇）、第486号艦（第13号掃海特務艇）、第487号艦（第14号掃海特務艇）、第488号艦（第15号掃海特務艇）、第489号艦（第16号掃海特務艇）、第490号艦（第17号掃海特務艇）、第491号艦（第18号掃海特務艇）、第492号艦（第19号掃海特務艇）、第493号艦（第20号掃海特務艇）、第494号艦（第21号掃海特務艇）、第495号艦（第22号掃海特務艇）

- 駆潜特務艇 - 100隻（1万3000トン、78万0千円×100）
  - 第一号型

第500号艦（第1号駆潜特務艇） ～ 第599号艦（第100号駆潜特務艇）

- 魚雷艇 - 18隻（1350トン、226万2千円×18）
  - 甲型（10号型）

第600号艦（第10号魚雷艇）
  - 甲型（11号型）

第601号艦（第11号魚雷艇）、第602号艦（第12号魚雷艇）、第603号艦（第13号魚雷艇）、第604号艦（第14号魚雷艇）、第605号艦（第15号魚雷艇）、第606号艦（第16号魚雷艇）、第607号艦（第17号魚雷艇）、※第608号艦～第617号艦